# Daniela Grunow

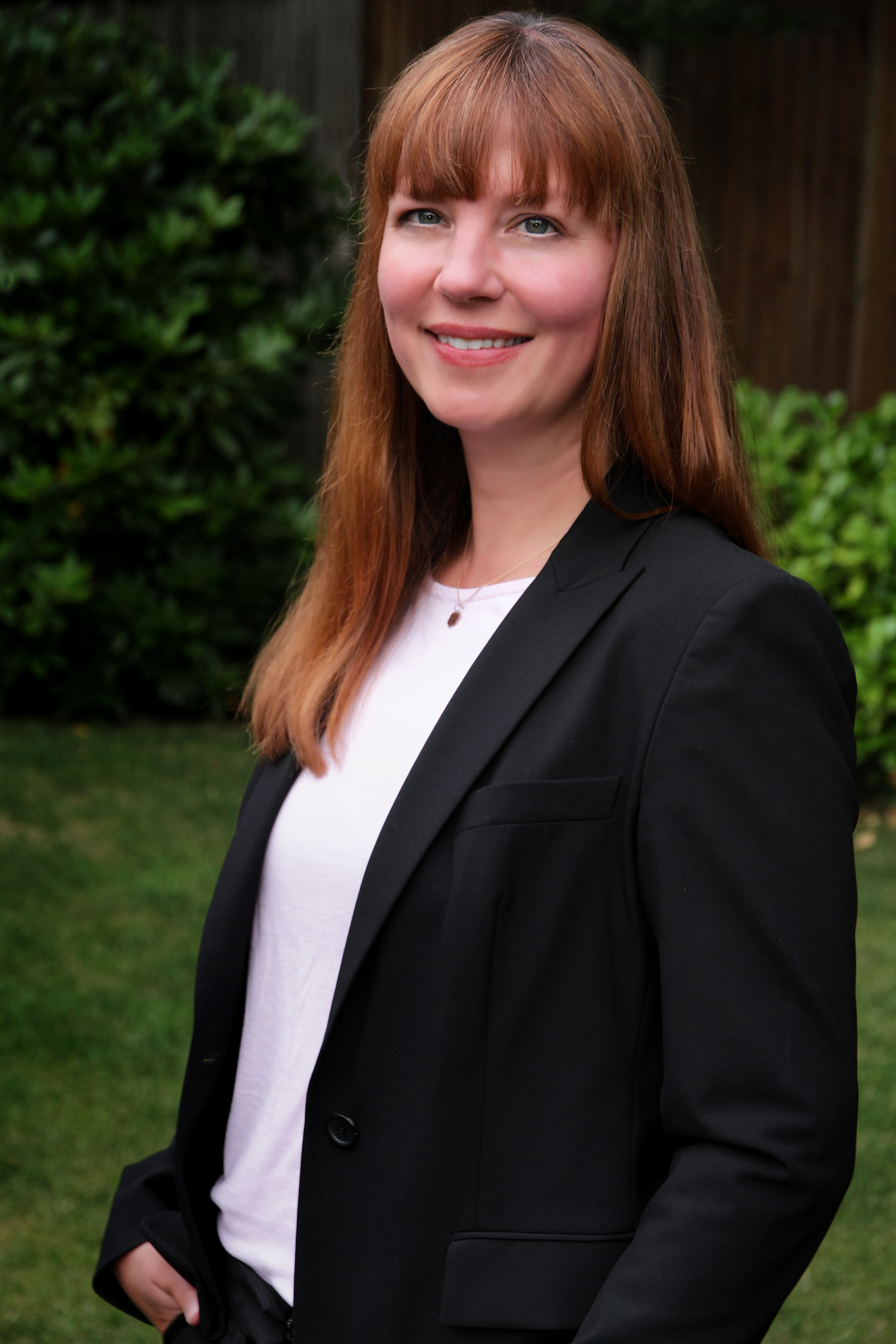
Daniela Grunow (2019)

Daniela Grunow (* 1975 in Bad Oeynhausen) ist eine deutsche Soziologin und seit 2013 Professorin für Soziologie mit dem Schwerpunkt „Quantitative Analysen gesellschaftlichen Wandels“ am Fachbereich Gesellschaftswissenschaften der Goethe-Universität in Frankfurt am Main.

## Ausbildung und Tätigkeiten
Daniela Grunow studierte von 1996 bis 2001 Soziologie an den Universitäten Marburg, Bielefeld und Amsterdam (Diplom im Jahr 2001 in Bielefeld). Im Jahr 2006 promovierte Grunow ‚summa cum laude’ an der Universität Bamberg. Danach ging sie für zwei Jahre als Postdoctoral Associate an die Universität Yale (CT, USA), wo sie am „Center for Research on Inequalities and the Life Course“ arbeitete. Von 2008 bis 2012 war Grunow zunächst Assistant Professor, dann Associate Professor für Soziologie an der Universität Amsterdam und Associate Fellow am „Center for Research on Inequalities and the Life Course“ der Universität Yale.
Daniela Grunow ist Co-Sprecherin des Frankfurter Teilinstituts im Forschungsinstitut Gesellschaftlicher Zusammenhalt (FGZ), einem Verbund aus elf Hochschul- und Forschungsinstituten, die aus interdisziplinärer Perspektive Aspekte gesellschaftlichen Zusammenhalts in Deutschland und im internationalen Vergleich untersuchen. Ziel der Frankfurter Forscher ist es, neue Formen gesellschaftlicher Vielfalt und ihre Auswirkungen auf die Austragung gesellschaftlicher Konflikte zu analysieren und die Bedingungen produktiven Streitens als Grundlage für gesellschaftlichen Zusammenhalt zu erkennen und praktisch nutzbar zu machen.
Anfang 2017 wurde Daniela Grunow in das Goethe-Fellowship-Programm zur Förderung universitärer Spitzenforschung im Bereich der Geistes- und Sozialwissenschaften am Forschungskolleg Humanwissenschaften in Bad Homburg berufen.
Seit 2016 ist Grunow Direktorin des Institute for Empirical-Analytical Research (InFER) am FB03 der Goethe-Universität. Zudem koordiniert sie gemeinsam mit Marie Evertsson (Stockholm University) seit 2010 die internationale Forschungsplattform TransParent.
Grunow war von 2015 bis 2020 Herausgeberin der Kölner Zeitschrift für Soziologie und Sozialpsychologie.
Von 2011 bis 2016 leitete sie als Principal Investigator das ERC-Forschungsprogramm  „APPARENT-Transition to parenthood: International and national studies of norms and gender division of work at the life course transition to parenthood“, das Veränderungen der Arbeitsteilung von Frauen und Männern beim Übergang zur Elternschaft international vergleichend erforscht.
Seit 2013 ist Daniela Grunow Professorin für Soziologie mit dem Schwerpunkt „Quantitative Analysen gesellschaftlichen Wandels“ am Fachbereich Gesellschaftswissenschaften der Goethe-Universität in Frankfurt am Main.

## Forschung
Ihre Forschung und Lehre konzentrieren sich thematisch auf die Familien-, Arbeits- und Geschlechtersoziologie. Dabei untersucht sie die Wechselwirkungen von Arbeitsmarkt, Hausarbeit und Geschlechterbeziehungen in verschiedenen Wohlfahrtsstaaten aus der Perspektive des Lebensverlaufs. Aktuell erforscht Daniela Grunow die Arbeitsteilung von Männern und Frauen, die Mehrdimensionalität von Geschlechterideologien sowie Fragen der sozialen Solidarität und Formen gesellschaftlichen Zusammenhalts. Zur Bearbeitung dieser Themen verwendet sie unterschiedliche empirische Methoden; speziell Methoden zur Analyse von Längsschnittdaten.

## Veröffentlichungen
- 2006: Daniela Grunow: Convergence, Persistence and Diversity in Male and Female Careers: Does Context Matter in an Era of Globalization? A Comparison of Gendered Employment Mobility Patterns in West Germany and Denmark. Opladen / Farmington Hills: Barbara Budrich.
- 2016: Daniela Grunow & Marie Evertsson: Couples’ Transitions to Parenthood: Analysing Gender and Work in Europe. Cheltenham, UK: Edward Elgar Publishing.
- 2017: Hans-Jürgen Andreß, Daniela Grunow und Thomas Schwinn: Soziologiegeschichte im Spiegel der Kölner Zeitschrift für Soziologie und Sozialpsychologie. Sonderheft 56 der Kölner Zeitschrift für Soziologie und Sozialpsychologie. Wiesbaden: Springer-VS.
- 2019: Daniela Grunow & Marie Evertsson: New Parents in Europe: Work–Care Practices, Gender Norms and Family Policies. Cheltenham, UK: Edward Elgar Publishing.